# Michael Schmotz
Michael Schmotz (* 29. Dezember 1954) ist ein ehemaliger deutscher Fußballspieler.

## Karriere
Im Sommer 1977 wechselte er vom OSV Hannover zum SV Arminia Hannover und spielte dort auch während der Zeit in der 2. Bundesliga Nord. Zudem stand er in der Startelf der historischen 11:0-Niederlage gegen Arminia Bielefeld. Im Sommer 1981 verließ er dann Hannover wieder in unbekannte Richtung. Bekannt ist noch dass er im Kader von Friesen Hänigsen in der DFB-Pokal Saison 1984/85 stand. Dort spielte er in der 1. Runde beim Sieg gegen den VfL Osnabrück über die vollen 90 Minuten mit. In der zweiten Runde gegen den FC Bayern München wurde er beim Stand von 0:3 in der 51. Minute gegen Michael Schnell ausgewechselt; das Spiel endete 0:8.